# スリランカの国旗
スリランカの国旗（スリランカのこっき）は1948年に制定された。その後、若干修正されている。
1948年にセイロンとして独立した時には、15世紀から19世紀にかけてセイロン島中央部に存在したキャンディ王国（カンディ朝）の旗を基にしたものを採用した。その旗は、赤地に金のライオン（「シンハ」＝シンハラ族のシンボル）と剣が中央にあるデザインであった。1951年に緑と橙色の帯が、少数派であるイスラム教徒とヒンドゥー教のタミル人を意味するものとして付加された。
1972年に国名がセイロンからスリランカに変更された際、多数派の仏教徒を意味するものとして4枚の菩提樹の葉が付加され、1978年にそれが公式に採用された。

?縦横比2:3の別タイプ
?政府用海上旗
?軍艦旗
空軍旗

## 旗の変遷

?コーッテ王国の旗
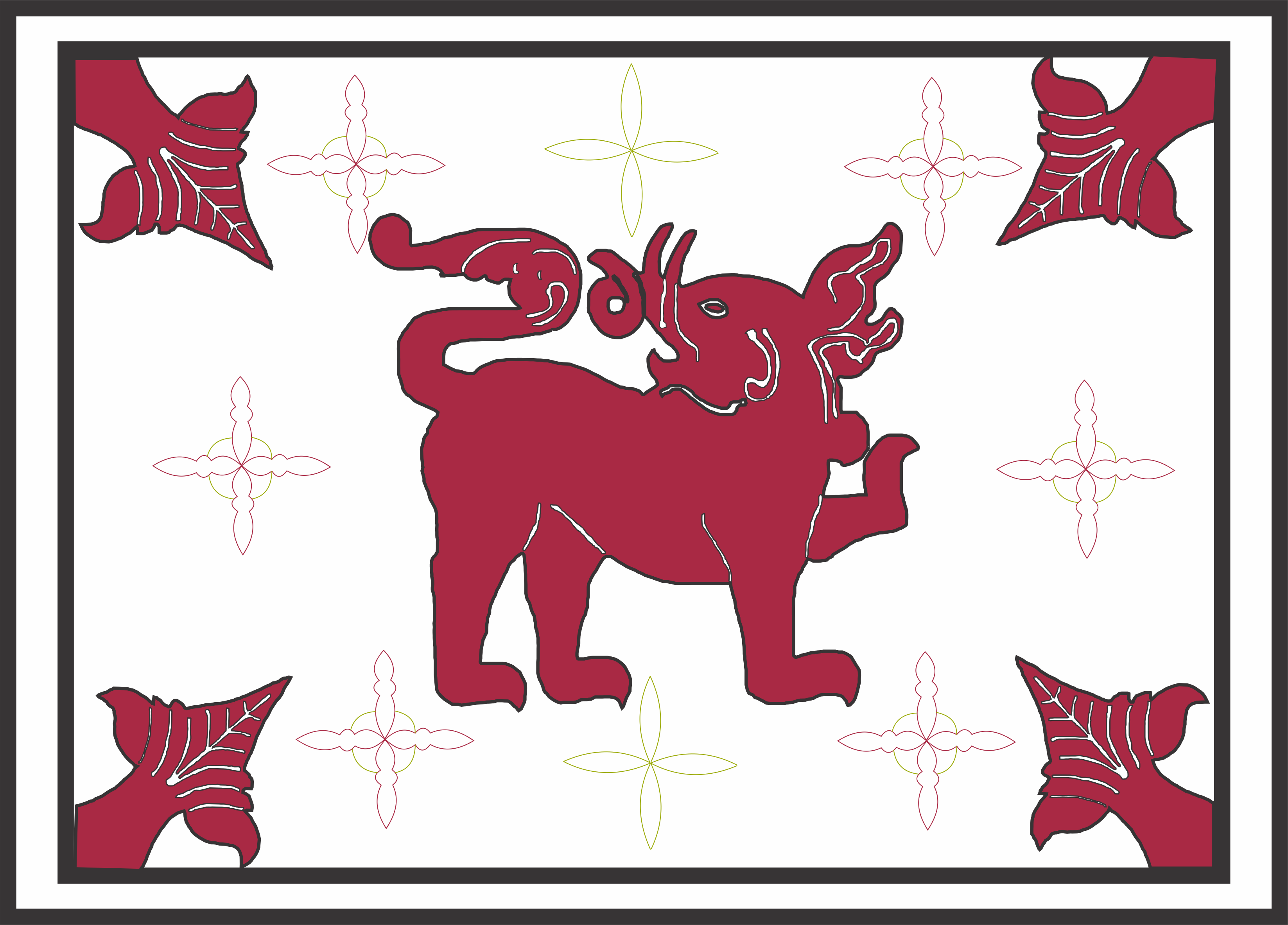
?シーターワカ王国の旗
?キャンディ王国の旗
?イギリス領セイロンの旗
?1948年-1951年独立時の国旗
?1951年-1972年の国旗
??1951-1972年の軍艦旗